# 全国高等学校駅伝競走大会
全国高等学校駅伝競走大会（ぜんこくこうとうがっこうえきでんきょうそうたいかい）は、毎年12月に京都府京都市で開催される駅伝大会である。全国高等学校体育連盟、日本陸上競技連盟、京都府、京都府教育委員会、京都市、京都市教育委員会、毎日新聞社主催。全国高等学校総合体育大会（インターハイ）の1つにもなっている。
1950年に男子のみの大会として初めて開催され、女子の部は1989年から開催されるようになった。
現在の都大路（京都）が舞台となったのは1966年からで、それまでは大阪府での開催であった（大阪時代の1962年と1963年は奈良県もコースに含まれていた時もあった）。

## 概要
競技は女子の部が午前、男子の部が午後に行われる。
コース発着点となるのがたけびしスタジアム京都（西京極陸上競技場）（但し1983年、1984年は京都国体に伴う競技場の全面改修に伴い使用できなかったため、競技場近くの道路が発着地だった）。女子の部はマラソンの半分（ハーフマラソン）の21.0975kmを5人で、男子の部はフルマラソンと同じ42.195kmを7人で繋ぐ。
ともに最長は1区で、女子の部は平野神社前まで、男子の部は烏丸紫明まで走る。折返し地点は女子の部が烏丸鞍馬口の室町小学校前、男子の部は宝が池公園の国立京都国際会館前である。入賞は1992年の男子43回、女子4回大会まで10位以内、1993年の男子44回、女子5回大会から8位以内。
特別協賛として、2009年大会から2015年大会まではナジックが、2016年大会以降はSGホールディングスが起用されている。
2015年大会は開催地が京都に移転してから50年目となり、これを記念して鉢巻をモチーフにした公式ロゴマークが作成された。

### 外国人留学生起用制限の経緯
1993年大会で仙台育英高校が男女各2人のケニア人留学生選手を起用してアベック優勝し、論議となった。それを受け、高体連では1995年から高校総体の留学生枠をチームの20%前後までと規制、高校駅伝においても外国人留学生選手のエントリーは2人まで、出場は1人のみとなった。
その後、外国人留学生選手を擁する学校は、1区に留学生を起用するのが定石となった。男子の部での42.195kmのほぼ1/4を占める10km区間での日本人選手とのタイム差は、レースに与える影響が大きく、その差で最後までの勝負が決まってしまう場合もあった。近年大会での例を挙げると、2005年度の第56回大会と2006年度の第57回大会では、この区間に外国人留学生を配置した仙台育英高校（宮城）と世羅高校（広島）で優勝と準優勝を独占している。また、男子の部では2007年までの15年間、外国人留学生選手が1区の区間賞を獲得する状況が続いていた。この状況に対し2008年5月、高体連は女子を含む外国人留学生選手の起用について「1区を除く区間」とした規定に変更を行なった。これにより、2008年の第59回大会から外国人留学生の1区起用は禁止されることになった。
外国人留学生の1区起用禁止後、これに次ぐ長い距離（男子は3区の8.1075km、女子は5区の5km）に起用するケースが多く見られ、外国人留学生の出来によって勝負を左右することがあったため、2024年の男子第75回・女子第36回より外国人留学生の出場が男子は2区か5区、女子は3区か4区のいずれも最短距離になる3kmの区間に制限されることになった。

## 代表校
例年10月中旬～11月中旬に開催される各都道府県の予選で優勝した47校に、地区代表として11地区（北海道・東北・北関東・南関東・北信越・東海・近畿・中国・四国・北九州・南九州）から11校の計58校によって行なわれる。沖縄県が正式に参加するようになったのは1974年の第25回からである。なお、第1回は山梨県が参加せず、第30回大会は北海道が出場を辞退している。

### 地区代表
2024年の男子第75回・女子第36回大会より地区代表の出場が常設化されたが、2023年の女子第35回までは原則として5年ごとに行なわれる記念大会に限り地区代表が出場することが出来た。この制度は1959年の男子第10回大会から始まった。この10回大会は11地区に1代表ではなく、高校野球の選抜大会のように、地域水準を加味して、九州4、関東3、近畿、中国各2、東北、東海、北信越、四国各1の15校に配分したため、最多の61チームが参加した。このうち、広島県と兵庫県からは3校が出場した。第15回大会からの記念大会（第25回を除く）では、現行の都道府県代表＋地区代表11という制度が取られているため、同都道府県から3校が出場したのはこの10回大会だけである。
なお、節目となる大会においても記念大会と同様に地区代表の出場が可能になる場合があった。1965年の第16回大会は大阪での最後の開催となったため記念大会扱いとして行われた。2015年の男子第66回、女子第27回は京都開催50年を記念し地区代表に加え京都大会の準優勝校も出場するため59校出場する。過去には記念大会の特別枠によって出場した学校が優勝した例もある（第10回・男子西条農(中国)、第40回・男子報徳学園(近畿)、第45回・男子西脇工(近畿)）。
地区代表が出場する県においては、同じ県で1位・2位を独占することも可能になり、これまで第16回・男子の福岡大大濠・大牟田（福岡）、第40回・男子の報徳学園・西脇工（兵庫）が達成している。このうち、第40回大会においては両校が1秒差での決着となった。
各地区の代表選考については以下のような選考が行なわれる。
- 北海道地区
  - 北海道大会の2位となった学校が地区代表となる。
- 北海道以外の地区
  - 都府県大会での上位校によって争われる8つの地区大会（東北、関東、北信越、東海、近畿、中国、四国、九州）での成績のうち、都府県代表校を除いた上位校を地区代表として選考する[注 9]。関東及び九州では全国高校総体（インターハイ）の地区分け（北関東と南関東、および北九州と南九州の各地区）に準じて南北各1校、計2校を選考する。

### オープン参加
過去には都道府県代表とは別に、アメリカ統治時代の沖縄や韓国の高校がオープン参加の形で出場したことがある。沖縄は1953年の第4回大会に北山が初めて出場した。以降、沖縄は第5回（北山）、第9回（沖縄選抜）、第18回（宮古農林）がこの形で出場した。また1972年の第23回大会では韓国の大聖が出場し、6番目にゴールした。大聖は翌年の大会も出場し、4番目にゴールした。韓国からは第26回（朝鮮大付属）、第27回（春川農）が出場している。

## 女子コース

### 総合（5区間／21.0975km）
西京極陸上競技場発着／京都市立室町小学校前折返し
- 総合記録については、外国籍の留学生選手が出走した場合は「高校国内国際最高記録」と呼ばれ、全選手が日本人で構成された記録は「高校最高記録」と呼ばれる。

| 女子 総合歴代10傑 | 女子 総合歴代10傑 | 女子 総合歴代10傑 | 女子 総合歴代10傑 | 女子 総合歴代10傑 | 女子 総合歴代10傑 |
|                   | タイム            | 都道府県・高校    | 開催年・総合順位  | 備考              |                   |
| ----------------- | ----------------- | ----------------- | ----------------- | ----------------- | ----------------- |
| 1                 | 1時間06分26秒     | 埼玉・埼玉栄      | 1996年・優勝      | 高校最高記録      |                   |
| 2                 | 1時間06分35秒     | 宮城・仙台育英    | 2017年・優勝      |                   |                   |
| 3                 | 1時間06分54秒     | 岡山・興譲館      | 2005年・優勝      |                   |                   |
| 3                 | 1時間06分54秒     | 愛知・豊川        | 2013年・優勝      |                   |                   |
| 5                 | 1時間07分00秒     | 埼玉・埼玉栄      | 1997年・優勝      |                   |                   |
| 5                 | 1時間07分00秒     | 宮城・仙台育英    | 2019年・優勝      |                   |                   |
| 7                 | 1時間07分06秒     | 京都・立命館宇治  | 2007年・優勝      |                   |                   |
| 8                 | 1時間07分13秒     | 広島・世羅        | 2020年・優勝      |                   |                   |
| 9                 | 1時間07分16秒     | 宮城・仙台育英    | 2021年・優勝      |                   |                   |
| 10                | 1時間07分19秒     | 鹿児島・神村学園  | 2019年・2位       |                   |                   |

以下、各区間の歴代10傑について、同一選手の同一区間における2番目以降の記録は順位としてカウントされないが、当該記録が歴代10傑に相当の場合は順位欄を「-」とし参考記録として記載。

### 1区（6.0km） 西京極⇒平野神社前
西京極陸上競技場（スタート）→（五条通）→西大路五条→（西大路通）→第1中継所（平野神社前）
- 各区間のなかで最長。中間点の西大路四条から始まる上り坂は、残り1kmの西ノ京円町で激しさを増す。各校とも力があるランナーが走る。

| 女子1区 区間歴代10傑 | 女子1区 区間歴代10傑 | 女子1区 区間歴代10傑       | 女子1区 区間歴代10傑 | 女子1区 区間歴代10傑 | 女子1区 区間歴代10傑 |
|                      | タイム               | 氏名                       | 都道府県・所属       | 学年                 | 開催年・区間順位     |
| -------------------- | -------------------- | -------------------------- | -------------------- | -------------------- | -------------------- |
| 1                    | 18分52秒             | 新谷仁美                   | 岡山・興譲館         | 3年                  | 2005年・区間賞       |
| -                    | 18分53秒             | 新谷仁美                   | 岡山・興譲館         | 2年                  | 2004年・区間賞       |
| 2                    | 19分01秒             | 廣中璃梨佳                 | 長崎・長崎商         | 3年                  | 2018年・区間賞       |
| 3                    | 19分02秒             | オンゴリ・モラー・フィレス | 山梨・山梨学院大付属 | 3年                  | 2004年・区間2位      |
| 4                    | 19分04秒             | 藤永佳子                   | 長崎・諫早           | 3年                  | 1999年・区間賞       |
| 5                    | 19分09秒             | フェリスタ・ワンジュグ     | 青森・青森山田       | 2年                  | 2007年・区間賞       |
| 5                    | 19分09秒             | 和田有菜                   | 長野・長野東         | 3年                  | 2017年・区間賞       |
| 7                    | 19分10秒             | アン・ワムチ               | 宮城・仙台育英       | 3年                  | 1996年・区間賞       |
| 7                    | 19分10秒             | 御﨑舞                     | 福岡・筑紫女学園     | 3年                  | 2017年・区間2位      |
| 9                    | 19分12秒             | 岡本春美                   | 群馬・常磐           | 2年                  | 2014年・区間賞       |
| 10                   | 19分14秒             | 絹川愛                     | 宮城・仙台育英       | 2年                  | 2006年・区間賞       |

### 2区（4.0975km） 平野神社前⇒烏丸鞍馬口
平野神社前→（西大路通）→金閣寺道→（北大路通）→堀川北大路→（堀川通）→堀川紫明→（紫明通）→烏丸紫明→（烏丸通）→第2中継所（烏丸鞍馬口）
- 交差点を多く通る区間。金閣寺道、堀川北大路、堀川紫明、烏丸紫明と実に4ヶ所も通るのでそれだけ位置取りやカーブの回り方も重要視される。（男子の1区と6区もここを通る）
- 千本北大路から大徳寺西まで続く船岡山の大上り・大下りは男女共にかなりの負担となる。女子は行きがこの2区、帰りは4区の序盤。（男子は1区と6区が該当する）

| 女子2区 区間歴代10傑 | 女子2区 区間歴代10傑 | 女子2区 区間歴代10傑 | 女子2区 区間歴代10傑 | 女子2区 区間歴代10傑 | 女子2区 区間歴代10傑 |
|                      | タイム               | 氏名                 | 都道府県・所属       | 学年                 | 開催年・区間順位     |
| -------------------- | -------------------- | -------------------- | -------------------- | -------------------- | -------------------- |
| 1                    | 12分15秒             | テレシア・ムッソーニ | 広島・世羅           | 2年                  | 2019年・区間賞       |
| 2                    | 12分23秒             | ワングイ・エスター   | 岡山・興譲館         | 2年                  | 2020年・区間賞       |
| 3                    | 12分25秒             | ヘレン・エカラレ     | 宮城・仙台育英       | 3年                  | 2017年・区間賞       |
| 3                    | 12分25秒             | バイレ・シンシア     | 鹿児島・神村学園     | 2年                  | 2019年・区間2位      |
| -                    | 12分27秒             | ヘレン・エカラレ     | 宮城・仙台育英       | 1年                  | 2015年・区間賞       |
| -                    | 12分27秒             | ヘレン・エカラレ     | 宮城・仙台育英       | 2年                  | 2016年・区間賞       |
| 5                    | 12分31秒             | ローズ・ワングイ     | 広島・世羅           | 1年                  | 2022年・区間賞       |
| -                    | 12分31秒             | ワングイ・エスター   | 岡山・興譲館         | 1年                  | 2019年・区間3位      |
| 6                    | 12分32秒             | ムワンギ・レベッカ   | 岡山・興譲館         | 2年                  | 2018年・区間賞       |
| 7                    | 12分35秒             | 小林祐梨子           | 兵庫・須磨学園       | 3年                  | 2006年・区間賞       |
| -                    | 12分37秒             | 小林祐梨子           | 兵庫・須磨学園       | 2年                  | 2005年・区間賞       |
| 8                    | 12分40秒             | 髙松智美ムセンビ     | 大阪・薫英女学院     | 3年                  | 2017年・区間2位      |
| 8                    | 12分40秒             | デイシー・ジェロップ | 宮城・仙台育英       | 2年                  | 2023年・区間賞       |
| 10                   | 12分41秒             | エスタ・ムソニ       | 宮城・仙台育英       | 2年                  | 2018年・区間2位      |
| 10                   | 12分41秒             | 杉森心音             | 宮城・仙台育英       | 2年                  | 2021年・区間賞       |

| 女子2区 区間日本人歴代10傑 | 女子2区 区間日本人歴代10傑 | 女子2区 区間日本人歴代10傑 | 女子2区 区間日本人歴代10傑 | 女子2区 区間日本人歴代10傑 | 女子2区 区間日本人歴代10傑 |
|                            | タイム                     | 氏名                       | 都道府県・所属             | 学年                       | 開催年・区間順位           |
| -------------------------- | -------------------------- | -------------------------- | -------------------------- | -------------------------- | -------------------------- |
| 1                          | 12分35秒                   | 小林祐梨子                 | 兵庫・須磨学園             | 3年                        | 2006年・区間賞             |
| -                          | 12分37秒                   | 小林祐梨子                 | 兵庫・須磨学園             | 2年                        | 2005年・区間賞             |
| 2                          | 12分40秒                   | 髙松智美ムセンビ           | 大阪・薫英女学院           | 3年                        | 2017年・区間2位            |
| 3                          | 12分41秒                   | 杉森心音                   | 宮城・仙台育英             | 2年                        | 2021年・区間賞             |
| 4                          | 12分42秒                   | 夏原育美                   | 京都・立命館宇治           | 2年                        | 2007年・区間賞             |
| -                          | 12分43秒                   | 髙松智美ムセンビ           | 大阪・薫英女学院           | 2年                        | 2016年・区間2位            |
| 5                          | 12分44秒                   | 横江里沙                   | 兵庫・須磨学園             | 1年                        | 2010年・区間賞             |
| 5                          | 12分44秒                   | 福田有以                   | 兵庫・須磨学園             | 3年                        | 2013年・区間賞             |
| 7                          | 12分46秒                   | 菅原美和                   | 宮城・仙台育英             | 3年                        | 1994年・区間賞             |
| 7                          | 12分46秒                   | 田中梨沙                   | 埼玉・埼玉栄               | 3年                        | 1997年・区間賞             |
| 7                          | 12分46秒                   | 堀優花                     | 愛知・豊川                 | 2年                        | 2013年・区間2位            |
| 7                          | 12分46秒                   | 小林由佳                   | 群馬・常盤                 | 2年                        | 2013年・区間2位            |

### 3区（3.0km） 烏丸鞍馬口⇒室町小前（折り返し）⇒船岡山・北大路口
烏丸鞍馬口→（烏丸通）→室町小学校前(折り返し)→（烏丸通）→（紫明通）→（堀川通）→（北大路通）→第3中継所（船岡山・北大路口）
- 2区と同様に交差点を多く通る区間。烏丸紫明、堀川紫明、堀川北大路と実に3ヶ所も通るので2区同様に位置取りやカーブの回り方も重要視される。

| 女子3区 区間歴代10傑 | 女子3区 区間歴代10傑 | 女子3区 区間歴代10傑     | 女子3区 区間歴代10傑 | 女子3区 区間歴代10傑 | 女子3区 区間歴代10傑 |
|                      | タイム               | 氏名                     | 都道府県・所属       | 学年                 | 開催年・区間順位     |
| -------------------- | -------------------- | ------------------------ | -------------------- | -------------------- | -------------------- |
| 1                    | 9分14秒              | ルーシー・ドゥータ       | 青森・青森山田       | 3年                  | 2024年・区間賞       |
| 2                    | 9分17秒              | ローズ・ワングイ         | 広島・世羅           | 3年                  | 2024年・区間2位      |
| 3                    | 9分19秒              | ムトニ・マーガレット     | 鹿児島・神村学園     | 1年                  | 2024年・区間3位      |
| 4                    | 9分21秒              | 鷲見梓沙                 | 愛知・豊川           | 1年                  | 2012年・区間賞       |
| 5                    | 9分22秒              | 福田有以                 | 兵庫・須磨学園       | 2年                  | 2012年・区間2位      |
| 6                    | 9分24秒              | 清水萌                   | 宮城・仙台育英       | 3年                  | 2019年・区間賞       |
| 7                    | 9分25秒              | 鳥海裕子                 | 埼玉・埼玉栄         | 3年                  | 1996年・区間賞       |
| 7                    | 9分25秒              | チェプテンゲニー・ニヴァ | 北海道・札幌山の手   | 1年                  | 2024年・区間4位      |
| 9                    | 9分26秒              | デイシー・ジェロップ     | 宮城・仙台育英       | 3年                  | 2024年・区間5位      |
| 10                   | 9分28秒              | 川上夏紀                 | 兵庫・須磨学園       | 3年                  | 2008年・区間賞       |
| 10                   | 9分28秒              | シャロン・ムワンティ     | 山梨・山梨学院       | 2年                  | 2024年・区間6位      |

| 女子3区 日本人区間歴代10傑 | 女子3区 日本人区間歴代10傑 | 女子3区 日本人区間歴代10傑 | 女子3区 日本人区間歴代10傑 | 女子3区 日本人区間歴代10傑 | 女子3区 日本人区間歴代10傑 |
|                            | タイム                     | 氏名                       | 都道府県・所属             | 学年                       | 開催年・区間順位           |
| -------------------------- | -------------------------- | -------------------------- | -------------------------- | -------------------------- | -------------------------- |
| 1                          | 9分21秒                    | 鷲見梓沙                   | 愛知・豊川                 | 1年                        | 2012年・区間賞             |
| 2                          | 9分22秒                    | 福田有以                   | 兵庫・須磨学園             | 2年                        | 2012年・区間2位            |
| 3                          | 9分24秒                    | 清水萌                     | 宮城・仙台育英             | 3年                        | 2019年・区間賞             |
| 4                          | 9分25秒                    | 鳥海裕子                   | 埼玉・埼玉栄               | 3年                        | 1996年・区間賞             |
| 5                          | 9分28秒                    | 川上夏紀                   | 兵庫・須磨学園             | 3年                        | 2008年・区間賞             |
| 6                          | 9分30秒                    | 村岡温子                   | 兵庫・須磨学園             | 3年                        | 2006年・区間賞             |
| 7                          | 9分31秒                    | 石松愛朱加                 | 兵庫・須磨学園             | 1年                        | 2019年・区間2位            |
| 8                          | 9分32秒                    | 村尾綾香                   | 大阪・薫英女学院           | 1年                        | 2016年・区間賞             |
| 9                          | 9分33秒                    | 池内彩乃                   | 京都・立命館宇治           | 3年                        | 2012年・区間3位            |
| 9                          | 9分33秒                    | 加治屋ななこ               | 愛知・豊川                 | 3年                        | 2013年・区間賞             |
| 9                          | 9分33秒                    | 髙松望ムセンビ             | 大阪・薫英女学院           | 3年                        | 2015年・区間賞             |
| 9                          | 9分33秒                    | 黒川円佳                   | 鹿児島・神村学園           | 2年                        | 2019年・区間3位            |

### 4区（3.0km） 船岡山・北大路口⇒北野中前
船岡山・北大路口→（北大路通）→（西大路通）→第4中継所（北野中学前）
- スタートしてから紙屋川手前まで一気に上り坂だが、その後は一気に下り坂となる。風は北大路通では右から左に吹いているが西大路通に入ってからは左大文字からの追い風が吹いている。
- 女子での最大の勝負ポイントは区間の短い3・4区。ここに力のある選手を置けるチームは優勝への近道となる。

| 女子4区 区間歴代10傑 | 女子4区 区間歴代10傑 | 女子4区 区間歴代10傑 | 女子4区 区間歴代10傑 | 女子4区 区間歴代10傑 | 女子4区 区間歴代10傑 |
|                      | タイム               | 氏名                 | 都道府県・所属       | 学年                 | 開催年・区間順位     |
| -------------------- | -------------------- | -------------------- | -------------------- | -------------------- | -------------------- |
| 1                    | 8分59秒              | 田中梨沙             | 埼玉・埼玉栄         | 2年                  | 1996年・区間賞       |
| 2                    | 9分06秒              | 伊藤紋               | 京都・立命館宇治     | 1年                  | 2007年・区間賞       |
| 3                    | 9分10秒              | 岡本春美             | 群馬・常磐           | 1年                  | 2013年・区間賞       |
| 4                    | 9分11秒              | 三田有貴子           | 千葉・市立船橋       | 3年                  | 1993年・区間賞       |
| 4                    | 9分11秒              | 前田梨乃             | 大阪・薫英女学院     | 2年                  | 2014年・区間賞       |
| 6                    | 9分12秒              | 浦田佳小里           | 福岡・筑紫女学園     | 2年                  | 2002年・区間賞       |
| 6                    | 9分12秒              | 小林美香             | 兵庫・須磨学園       | 3年                  | 2012年・区間賞       |
| -                    | 9分12秒              | 三田有貴子           | 千葉・市立船橋       | 2年                  | 1992年・区間賞       |
| 8                    | 9分13秒              | 藤松郁栄             | 京都・立命館宇治     | 2年                  | 1997年・区間賞       |
| -                    | 9分13秒              | 田中梨沙             | 埼玉・埼玉栄         | 1年                  | 1995年・区間賞       |
| 9                    | 9分14秒              | 広田愛子             | 兵庫・須磨学園       | 2年                  | 2006年・区間賞       |
| 9                    | 9分14秒              | 下村環和             | 愛知・豊川           | 1年                  | 2008年・区間賞       |

### 5区（5.0km） 北野中前⇒西京極
北野中学前→（西大路通）→（五条通）→西京極陸上競技場（ゴール）
- 最終区はスタートしてから西大路四条までの最初の2kmは下り坂だが、後はゴールの西京極まで平坦（男子7区と全くの同区間）。

| 女子5区 区間歴代10傑 | 女子5区 区間歴代10傑 | 女子5区 区間歴代10傑   | 女子5区 区間歴代10傑 | 女子5区 区間歴代10傑 | 女子5区 区間歴代10傑 |
|                      | タイム               | 氏名                   | 都道府県・所属       | 学年                 | 開催年・区間順位     |
| -------------------- | -------------------- | ---------------------- | -------------------- | -------------------- | -------------------- |
| 1                    | 14分37秒             | テレシア・ムッソーニ   | 広島・世羅           | 3年                  | 2020年・区間賞       |
| 2                    | 14分50秒             | カリバ・カロライン     | 鹿児島・神村学園     | 3年                  | 2023年・区間賞       |
| 3                    | 15分04秒             | フェリスタ・ワンジュグ | 青森・青森山田       | 3年                  | 2008年・区間賞       |
| 4                    | 15分06秒             | カマウ・タビタ         | 鹿児島・神村学園     | 3年                  | 2018年・区間賞       |
| -                    | 15分09秒             | カリバ・カロライン     | 鹿児島・神村学園     | 2年                  | 2022年・区間賞       |
| 5                    | 15分10秒             | マータ・モカヤ         | 大分・大分東明       | 3年                  | 2018年・区間2位      |
| 6                    | 15分14秒             | ワングイ・エスター     | 岡山・興譲館         | 3年                  | 2021年・区間賞       |
| 7                    | 15分15秒             | アグネス・ムカリ       | 岡山・倉敷           | 1年                  | 2018年・区間3位      |
| 8                    | 15分20秒             | メリー・ワイディラ     | 宮城・仙台育英       | 2年                  | 2011年・区間賞       |
| -                    | 15分20秒             | カリバ・カロライン     | 鹿児島・神村学園     | 1年                  | 2021年・区間2位      |
| 9                    | 15分24秒             | ルーシー・ドゥータ     | 青森・青森山田       | 2年                  | 2023年・区間2位      |
| 10                   | 15分25秒             | バイレ・シンシア       | 鹿児島・神村学園     | 3年                  | 2020年・区間2位      |
| -                    | 15分25秒             | マータ・モカヤ         | 大分・大分東明       | 1年                  | 2016年・区間賞       |

| 女子5区 区間日本人歴代10傑 | 女子5区 区間日本人歴代10傑 | 女子5区 区間日本人歴代10傑 | 女子5区 区間日本人歴代10傑 | 女子5区 区間日本人歴代10傑 | 女子5区 区間日本人歴代10傑 |
|                            | タイム                     | 氏名                       | 都道府県・所属             | 学年                       | 開催年・区間順位           |
| -------------------------- | -------------------------- | -------------------------- | -------------------------- | -------------------------- | -------------------------- |
| 1                          | 15分26秒                   | 向井優香                   | 広島・世羅                 | 2年                        | 2015年・区間賞             |
| 2                          | 15分31秒                   | 菅野勝子                   | 福島・田村                 | 3年                        | 1998年・区間賞             |
| 3                          | 15分32秒                   | 小島江美子                 | 埼玉・埼玉栄               | 2年                        | 1996年・区間賞             |
| 3                          | 15分32秒                   | 青木奈波                   | 京都・立命館宇治           | 3年                        | 2012年・区間2位            |
| 5                          | 15分34秒                   | 木村梨七                   | 宮城・仙台育英             | 2年                        | 2017年・区間賞             |
| 6                          | 15分35秒                   | 夏原育美                   | 京都・立命館宇治           | 3年                        | 2008年・区間2位            |
| 7                          | 15分37秒                   | 米澤奈々香                 | 宮城・仙台育英             | 2年                        | 2020年・区間3位            |
| 8                          | 15分38秒                   | 後藤夢                     | 兵庫・西脇工業             | 2年                        | 2016年・区間3位            |
| 9                          | 15分42秒                   | 勝又美咲                   | 兵庫・須磨学園             | 2年                        | 2002年・区間賞             |
| 9                          | 15分42秒                   | 鷲見梓沙                   | 愛知・豊川                 | 3年                        | 2014年・区間賞             |
| -                          | 15分42秒                   | 木村梨七                   | 宮城・仙台育英             | 3年                        | 2019年・区間2位            |

## 男子コース

### 総合（7区間／42.195km）
西京極陸上競技場発着／京都国際会館前折返し
- 第1回大会と第2回は6区間32kmで行われた。この時の距離配分は1区5km、2区5km、3区6.02km、4区5.98km、5区5km、6区5kmであった[29]。第3回大会から7区間42.195kmで行われるようになり、距離配分も現在と同じ1区10km、2区3km、3区8.1075km、4区8.0875km、5区3km、6区5km、7区5kmに改められた。10kmの区間を設けた一方で、普及を目標に400mの選手でも対応できるように3kmの区間を2つ設けたことが特徴であった[30]。
- 1966年の第17回大会から京都での開催となった。現在のコースになったのは1982年の第33回大会から。
- 総合記録については、外国籍の留学生選手が出走した場合は「高校国内国際最高記録」と呼ばれ、全選手が日本人で構成された記録は「高校最高記録」と呼ばれる。

| 男子 総合歴代10傑 | 男子 総合歴代10傑 | 男子 総合歴代10傑 | 男子 総合歴代10傑 | 男子 総合歴代10傑        | 男子 総合歴代10傑 |
|                   | タイム            | 都道府県・高校    | 開催年・総合順位  | 備考                     |                   |
| ----------------- | ----------------- | ----------------- | ----------------- | ------------------------ | ----------------- |
| 1                 | 2時間01分00秒     | 長野・佐久長聖    | 2023年・優勝      | 高校国内最高記録         |                   |
| 2                 | 2時間01分10秒     | 岡山・倉敷        | 2022年・優勝      | 当時高校国内国際最高記録 |                   |
| 3                 | 2時間01分18秒     | 広島・世羅        | 2015年・優勝      | 当時高校国内国際最高記録 |                   |
| 4                 | 2時間01分21秒     | 広島・世羅        | 2021年・優勝      |                          |                   |
| 5                 | 2時間01分31秒     | 広島・世羅        | 2020年・優勝      |                          |                   |
| 6                 | 2時間01分32秒     | 宮城・仙台育英    | 2004年・優勝      |                          |                   |
| 6                 | 2時間01分32秒     | 宮城・仙台育英    | 2019年・優勝      |                          |                   |
| 8                 | 2時間01分33秒     | 長野・佐久長聖    | 2024年・優勝      |                          |                   |
| 9                 | 2時間01分35秒     | 岡山・倉敷        | 2019年・2位       |                          |                   |
| 10                | 2時間01分44秒     | 宮城・仙台育英    | 2020年・2位       |                          |                   |

以下、各区間の歴代10傑について、同一選手の同一区間における2番目以降の記録は順位としてカウントされないが、当該記録が歴代10傑に相当の場合は順位欄を「-」とし参考記録として記載。

### 1区（10km） 西京極⇒烏丸鞍馬口
西京極陸上競技場→（五条通）→（西大路通）→（北大路通）→（堀川通）→（紫明通）→（烏丸通）→第1中継所（烏丸鞍馬口）
- 女子同様に最長区間の1区。男女合わせた全12区間の中で最長の距離を走る。『花の1区』と言われる様に各校共にエースを送り込む所が見どころである。
- 前半は、わら天神前までの上り坂をどの様に攻略するのかがポイントとなる。7.5km付近の紙屋川過ぎまでは上り坂が続くが、その後の7.6km手前の千本北大路から中継所まで一気に下り坂となる。また、後半区間は金閣寺道、下り坂に入ってからも堀川北大路、堀川紫明、烏丸紫明と交差点を計4ヶ所も通るので、それだけ位置取りやカーブの回り方も重要視される（進行方向は逆だが、都道府県対抗女子駅伝のアンカー・第9区と同じコースを走る）。
- 男子・女子とも出場校が58校に増える5年に1度の記念大会ではトラックを走るスタート直後約500mは勿論、五条通に出るまでの区間では転倒に特に注意が必要となる。
- 大会規定の変更により、2008年からは1区に外国籍留学生選手を起用することが禁止されている（#外国人留学生起用制限の経緯参照）。5区の区間記録が2023年に更新されたことにより、留学生が出走可能だった当時に樹立された1区の区間記録が最も古い区間記録となる。
- 正月恒例の箱根駅伝では、この区間を経験した選手が活躍する場合も多い。

| 男子1区 区間歴代10傑 | 男子1区 区間歴代10傑 | 男子1区 区間歴代10傑   | 男子1区 区間歴代10傑 | 男子1区 区間歴代10傑 | 男子1区 区間歴代10傑 |
|                      | タイム               | 氏名                   | 都道府県・所属       | 学年                 | 開催年・区間順位     |
| -------------------- | -------------------- | ---------------------- | -------------------- | -------------------- | -------------------- |
| 1                    | 27分48秒             | ジュリアス・ギタヒ     | 宮城・仙台育英       | 2年                  | 1995年・区間賞       |
| 2                    | 27分58秒             | ジョン・カリウキ       | 滋賀・滋賀学園       | 3年                  | 2004年・区間賞       |
| 3                    | 28分04秒             | サムエル・ワンジル     | 宮城・仙台育英       | 2年                  | 2003年・区間賞       |
| -                    | 28分08秒             | ジョン・カリウキ       | 滋賀・滋賀学園       | 2年                  | 2003年・区間2位      |
| 4                    | 28分16秒             | メクボ・ジョブ・モグス | 山梨・山梨学院大附   | 3年                  | 2004年・区間2位      |
| 5                    | 28分25秒             | ジョセフ・ギタウ       | 広島・世羅           | 2年                  | 2005年・区間賞       |
| 6                    | 28分27秒             | サムエル・カビル       | 宮城・仙台育英       | 3年                  | 2001年・区間賞       |
| 7                    | 28分31秒             | ミカ・ジェル           | 宮城・仙台育英       | 3年                  | 2006年・区間賞       |
| -                    | 28分33秒             | ジュリアス・ギタヒ     | 宮城・仙台育英       | 3年                  | 1996年・区間賞       |
| 8                    | 28分38秒             | ジェームス・ムワンギ   | 青森・青森山田       | 3年                  | 2003年・区間3位      |
| -                    | 28分38秒             | ミカ・ジェル           | 宮城・仙台育英       | 2年                  | 2005年・区間2位      |
| -                    | 28分39秒             | ジョセフ・ギタウ       | 広島・世羅           | 3年                  | 2006年・区間2位      |
| -                    | 28分40秒             | サムエル・カビル       | 宮城・仙台育英       | 2年                  | 2000年・区間賞       |
| 9                    | 28分41秒             | ジェームス・ワイナイナ | 宮城・仙台育英       | 3年                  | 1999年・区間賞       |
| 10                   | 28分43秒             | 鈴木琉胤               | 千葉・八千代松陰     | 3年                  | 2024年・区間賞       |

| 男子1区 区間日本人歴代10傑 | 男子1区 区間日本人歴代10傑 | 男子1区 区間日本人歴代10傑 | 男子1区 区間日本人歴代10傑 | 男子1区 区間日本人歴代10傑 | 男子1区 区間日本人歴代10傑 |
|                            | タイム                     | 氏名                       | 都道府県・所属             | 学年                       | 開催年・区間順位           |
| -------------------------- | -------------------------- | -------------------------- | -------------------------- | -------------------------- | -------------------------- |
| 1                          | 28分43秒                   | 鈴木琉胤                   | 千葉・八千代松陰           | 3年                        | 2024年・区間賞             |
| 2                          | 28分48秒                   | 佐藤一世                   | 千葉・八千代松陰           | 3年                        | 2019年・区間賞             |
| 2                          | 28分48秒                   | 折田壮太                   | 兵庫・須磨学園             | 3年                        | 2023年・区間賞             |
| 4                          | 28分49秒                   | 森下翔太                   | 広島・世羅                 | 3年                        | 2021年・区間賞             |
| 5                          | 28分50秒                   | 松山和希                   | 福島・学法石川             | 3年                        | 2019年・区間2位            |
| 6                          | 28分51秒                   | 吉岡大翔                   | 長野・佐久長聖             | 2年                        | 2021年・区間2位            |
| 7                          | 28分52秒                   | 鶴川正也                   | 熊本・九州学院             | 2年                        | 2019年・区間3位            |
| 8                          | 28分54秒                   | 上野裕一郎                 | 長野・佐久長聖             | 3年                        | 2003年・区間5位            |
| 8                          | 28分54秒                   | 松井海斗                   | 埼玉・埼玉栄               | 3年                        | 2023年・区間2位            |
| 10                         | 28分55秒                   | 小野隆一朗                 | 北海道・北海道栄           | 3年                        | 2019年・区間4位            |
| 10                         | 28分55秒                   | 吉居駿恭                   | 宮城・仙台育英             | 3年                        | 2021年・区間3位            |

### 2区（3.0km） 烏丸鞍馬口⇒河原町丸太町
烏丸鞍馬口→（烏丸通）→（丸太町通）→第2中継所（河原町丸太町）
- 5区と並ぶ最短区間であるがチームの流れを決めるポジションであり、この区間に力のあるスピードランナーを起用するチームもある。
- コースのほとんどを京都御苑の周回道路で占める。

| 男子2区 区間歴代10傑 | 男子2区 区間歴代10傑 | 男子2区 区間歴代10傑     | 男子2区 区間歴代10傑 | 男子2区 区間歴代10傑 | 男子2区 区間歴代10傑 |
|                      | タイム               | 氏名                     | 都道府県・所属       | 学年                 | 開催年・区間順位     |
| -------------------- | -------------------- | ------------------------ | -------------------- | -------------------- | -------------------- |
| 1                    | 7分46秒              | フェリックス・ムティアニ | 山梨・山梨学院       | 2年                  | 2024年・区間賞       |
| 2                    | 7分53秒              | ガユ・サミュエル         | 北海道・札幌山の手   | 2年                  | 2024年・区間2位      |
| 3                    | 7分55秒              | 佐藤清治                 | 長野・佐久長聖       | 2年                  | 1998年・区間賞       |
| 4                    | 7分56秒              | エリウッド・カヒガ       | 宮城・仙台育英       | 3年                  | 2024年・区間3位      |
| 5                    | 7分59秒              | 前田恋弥                 | 千葉・市立船橋       | 3年                  | 2014年・区間賞       |
| 5                    | 7分59秒              | 山中達貴                 | 兵庫・西脇工         | 3年                  | 2021年・区間賞       |
| 7                    | 8分01秒              | 村尾雄己                 | 長野・佐久長聖       | 2年                  | 2020年・区間賞       |
| 8                    | 8分02秒              | 向津翼                   | 広島・世羅           | 3年                  | 2024年・区間4位      |
| 9                    | 8分04秒              | 大森駿斗                 | 奈良・智弁カレッジ   | 3年                  | 2020年・区間2位      |
| 9                    | 8分04秒              | 松山優太                 | 長野・佐久長聖       | 3年                  | 2024年・区間5位      |

| 男子2区 区間日本人歴代10傑 | 男子2区 区間日本人歴代10傑 | 男子2区 区間日本人歴代10傑 | 男子2区 区間日本人歴代10傑 | 男子2区 区間日本人歴代10傑 | 男子2区 区間日本人歴代10傑 |
|                            | タイム                     | 氏名                       | 都道府県・所属             | 学年                       | 開催年・区間順位           |
| -------------------------- | -------------------------- | -------------------------- | -------------------------- | -------------------------- | -------------------------- |
| 1                          | 7分55秒                    | 佐藤清治                   | 長野・佐久長聖             | 2年                        | 1998年・区間賞             |
| 2                          | 7分59秒                    | 前田恋弥                   | 千葉・市立船橋             | 3年                        | 2014年・区間賞             |
| 2                          | 7分59秒                    | 山中達貴                   | 兵庫・西脇工               | 3年                        | 2021年・区間賞             |
| 4                          | 8分01秒                    | 村尾雄己                   | 長野・佐久長聖             | 2年                        | 2020年・区間賞             |
| 5                          | 8分02秒                    | 向津翼                     | 広島・世羅                 | 3年                        | 2024年・区間4位            |
| 6                          | 8分04秒                    | 大森駿斗                   | 奈良・智弁カレッジ         | 3年                        | 2020年・区間2位            |
| 6                          | 8分04秒                    | 松山優太                   | 長野・佐久長聖             | 3年                        | 2024年・区間5位            |
| 8                          | 8分06秒                    | 松崎咲人                   | 長野・佐久長聖             | 1年                        | 2016年・区間賞             |
| 8                          | 8分06秒                    | 服部凱杏                   | 長野・佐久長聖             | 1年                        | 2017年・区間賞             |
| 8                          | 8分06秒                    | 小山翔也                   | 埼玉・埼玉栄               | 1年                        | 2020年・区間3位            |

### 3区（8.1075km） 河原町丸太町⇒国際会館前（折り返し）
河原町丸太町→（丸太町通）→（東大路通）→（今出川通）→（白川通）→（宝ヶ池通）→国際会館前（折り返し）・第3中継所
- 1区に次いで長い区間であり交差点を多く通る区間。前半は熊野神社前、百万遍、銀閣寺道の順に交差点を3度通るので、1区の後半同様に位置取りやカーブの回り方も重要視される。後半は叡山電鉄の跨線橋のアップダウンでの走り方にも注意が必要。
- 全体的に登りが多い区間でもある。
- 白川通りは北上するので風は例年だと比叡山からの向かい風となるが、異常に強くなると、高校生ランナーには計り知れない負担となる。
- 2008年に外国人留学生の1区起用が禁止されてから、2023年大会をもって3km区間（2区および5区）以外への外国人留学生の起用が禁止されるまではこの3区に留学生を起用することが定石となっていた。
- 2008年以前においても、2004年大会に当時の大会記録を樹立した仙台育英学園高等学校が日本人エースの佐藤秀和を1区、ケニア人留学生のサムエル・ワンジルを3区に起用したように、高校生ランナーへの負担などを考慮して1区ではなく3区に留学生をあえて起用させることも少なくなかった。また、外国人留学生を擁しない学校がエースを3区に起用することもある（2008年大会での佐久長聖高等学校の村澤明伸、2021年大会での洛南高等学校の佐藤圭汰など）。

| 男子3区 区間歴代10傑 | 男子3区 区間歴代10傑 | 男子3区 区間歴代10傑     | 男子3区 区間歴代10傑 | 男子3区 区間歴代10傑 | 男子3区 区間歴代10傑 |
|                      | タイム               | 氏名                     | 都道府県・所属       | 学年                 | 開催年・区間順位     |
| -------------------- | -------------------- | ------------------------ | -------------------- | -------------------- | -------------------- |
| 1                    | 22分30秒             | サムエル・キバティ       | 岡山・倉敷           | 2年                  | 2022年・区間賞       |
| 2                    | 22分39秒             | コスマス・ムワンギ       | 広島・世羅           | 2年                  | 2020年・区間賞       |
| 3                    | 22分40秒             | サムエル・ワンジル       | 宮城・仙台育英       | 3年                  | 2004年・区間賞       |
| 4                    | 22分41秒             | チャールズ・ディランゴ   | 広島・世羅           | 2年                  | 2010年・区間賞       |
| 5                    | 22分44秒             | フィレモン・キプラガット | 岡山・倉敷           | 3年                  | 2019年・区間賞       |
| 6                    | 22分47秒             | カレミ・ズク             | 愛知・豊川           | 3年                  | 2012年・区間賞       |
| -                    | 22分47秒             | サムエル・キバティ       | 岡山・倉敷           | 3年                  | 2023年・区間賞       |
| 7                    | 22分48秒             | ビタン・カロキ           | 広島・世羅           | 3年                  | 2009年・区間賞       |
| 8                    | 22分51秒             | ポール・カマイシ         | 広島・世羅           | 3年                  | 2015年・区間賞       |
| 8                    | 22分51秒             | 吉岡大翔                 | 長野・佐久長聖       | 3年                  | 2022年・区間2位      |
| -                    | 22分51秒             | チャールズ・ディランゴ   | 広島・世羅           | 3年                  | 2011年・区間賞       |
| -                    | 22分55秒             | フィレモン・キプラガット | 岡山・倉敷           | 2年                  | 2018年・区間賞       |
| 10                   | 22分59秒             | ベヌエル・モゲニ         | 大分・大分東明       | 3年                  | 2018年・区間2位      |
| -                    | 22分59秒             | コスマス・ムワンギ       | 広島・世羅           | 3年                  | 2021年・区間賞       |

| 男子3区 区間日本人歴代10傑 | 男子3区 区間日本人歴代10傑 | 男子3区 区間日本人歴代10傑 | 男子3区 区間日本人歴代10傑 | 男子3区 区間日本人歴代10傑 | 男子3区 区間日本人歴代10傑 |
|                            | タイム                     | 氏名                       | 都道府県・所属             | 学年                       | 開催年・区間順位           |
| -------------------------- | -------------------------- | -------------------------- | -------------------------- | -------------------------- | -------------------------- |
| 1                          | 22分51秒                   | 吉岡大翔                   | 長野・佐久長聖             | 3年                        | 2022年・区間2位            |
| 2                          | 23分10秒                   | 佐藤圭汰                   | 京都・洛南                 | 3年                        | 2021年・区間3位            |
| 3                          | 23分21秒                   | 山口竣平                   | 長野・佐久長聖             | 3年                        | 2023年・区間3位            |
| 4                          | 23分28秒                   | 中谷雄飛                   | 長野・佐久長聖             | 2年                        | 2016年・区間3位            |
| 5                          | 23分31秒                   | 工藤慎作                   | 千葉・八千代松蔭           | 3年                        | 2022年・区間5位            |
| 6                          | 23分32秒                   | 山口翔輝                   | 福岡・大牟田               | 3年                        | 2023年・区間4位            |
| 7                          | 23分34秒                   | 志方文典                   | 兵庫・西脇工業             | 3年                        | 2009年・区間3位            |
| 7                          | 23分34秒                   | 堀野正太                   | 兵庫・須磨学園             | 2年                        | 2023年・区間6位            |
| -                          | 23分37秒                   | 工藤慎作                   | 千葉・八千代松陰           | 2年                        | 2021年・区間6位            |
| 9                          | 23分38秒                   | 村澤明伸                   | 長野・佐久長聖             | 3年                        | 2008年・区間2位            |
| 9                          | 23分38秒                   | 佐々木哲                   | 長野・佐久長聖             | 3年                        | 2024年・区間賞             |

### 4区（8.0875km） 国際会館前（折り返し）⇒寺町丸太町
国際会館前→（宝ヶ池通）→（白川通）→（今出川通）→（東大路通）→（丸太町通）→第4中継所（寺町丸太町）
- 3区をほぼ逆走する区間。したがって白川通りは南下となる。風は例年だと追い風となるので、この風をいかにして味方につけるかがポイント。
- 全体的に下りが多い。

| 男子4区 区間歴代10傑 | 男子4区 区間歴代10傑 | 男子4区 区間歴代10傑 | 男子4区 区間歴代10傑 | 男子4区 区間歴代10傑 | 男子4区 区間歴代10傑 |
|                      | タイム               | 氏名                 | 都道府県・所属       | 学年                 | 開催年・区間順位     |
| -------------------- | -------------------- | -------------------- | -------------------- | -------------------- | -------------------- |
| 1                    | 22分32秒             | ビタン・カロキ       | 広島・世羅           | 2年                  | 2008年・区間賞       |
| 1                    | 22分32秒             | ジョン・ムワニキ     | 広島・世羅           | 1年                  | 2018年・区間賞       |
| 3                    | 22分44秒             | 佐藤悠基             | 長野・佐久長聖       | 2年                  | 2003年・区間賞       |
| 4                    | 22分48秒             | 桑田駿介             | 岡山・倉敷           | 2年                  | 2022年・区間賞       |
| 5                    | 22分53秒             | 高井和治             | 佐賀・白石           | 3年                  | 2002年・区間賞       |
| 6                    | 22分55秒             | 伊井修司             | 群馬・東農大二       | 3年                  | 2019年・区間賞       |
| 6                    | 22分55秒             | 松並昴勢             | 福岡・自由ケ丘       | 3年                  | 2019年・区間賞       |
| 8                    | 22分56秒             | 佐藤航希             | 宮崎・宮崎日大       | 3年                  | 2019年・区間3位      |
| 9                    | 22分57秒             | 野田顕臣             | 福岡・大牟田         | 3年                  | 2024年・区間賞       |
| 10                   | 22分59秒             | 鶴里初               | 宮崎・小林           | 2年                  | 1989年・区間賞       |
| 10                   | 22分59秒             | 佐藤秀和             | 宮城・仙台育英       | 2年                  | 2003年・区間2位      |
| 10                   | 22分59秒             | 三宅悠斗             | 京都・洛南           | 3年                  | 2024年・区間2位      |

### 5区（3.0km） 寺町丸太町⇒烏丸紫明
寺町丸太町→（丸太町通）→（烏丸通）→第5中継所（烏丸紫明）
- 2区の逆走区間。烏丸丸太町からは北上する為に北山からの向かい風が強く吹くことも。
- 3区の比叡颪同様に、烏丸丸太町から始まる当区の北山颪も風の吹き方が毎年変わる。2区と同様の最短区間であり、後半に位置するためチーム7番目の選手が配されることが多く、選手層の厚さがこの区間の順位を左右する。
- 2024年度大会(第75回大会)より、留学生の出走が3km区間に限定されたことで、後半の最重要区間になることが予想される。

| 男子5区 区間歴代10傑 | 男子5区 区間歴代10傑 | 男子5区 区間歴代10傑 | 男子5区 区間歴代10傑 | 男子5区 区間歴代10傑 | 男子5区 区間歴代10傑 |
|                      | タイム               | 氏名                 | 都道府県・所属       | 学年                 | 開催年・区間順位     |
| -------------------- | -------------------- | -------------------- | -------------------- | -------------------- | -------------------- |
| 1                    | 8分14秒              | 佐々木哲             | 長野・佐久長聖       | 2年                  | 2023年・区間賞       |
| 2                    | 8分22秒              | 浅井利雄             | 新潟・小出           | 3年                  | 1972年・区間賞       |
| 3                    | 8分24秒              | 藤井翼               | 長野・佐久長聖       | 3年                  | 2008年・区間賞       |
| 4                    | 8分26秒              | 田村優宝             | 青森・青森山田       | 2年                  | 2008年・区間2位      |
| 5                    | 8分28秒              | 塚田虎翼             | 福岡・大牟田         | 3年                  | 2024年・区間賞       |
| 6                    | 8分29秒              | 山田進               | 山口・鴻城           | 3年                  | 1961年・区間賞       |
| 7                    | 8分32秒              | 酒井崇史             | 長野・佐久長聖       | 2年                  | 2024年・区間2位      |
| 8                    | 8分34秒              | 榎木凜太朗           | 宮崎・小林           | 3年                  | 2023年・区間2位      |
| 9                    | 8分35秒              | ジェームス・カルリ   | 青森・青森山田       | 2年                  | 2024年・区間3位      |
| 10                   | 8分36秒              | 藤原賢治             | 兵庫・報徳学園       | 3年                  | 1989年・区間賞       |
| 10                   | 8分36秒              | 小島忠幸             | 兵庫・西脇工業       | 1年                  | 1992年・区間賞       |
| 10                   | 8分36秒              | 大塚稜介             | 福島・学法石川       | 3年                  | 2018年・区間賞       |
| 10                   | 8分36秒              | 上仮屋雄太           | 兵庫・須磨学園       | 2年                  | 2019年・区間賞       |

| 男子5区 日本人区間歴代10傑 | 男子5区 日本人区間歴代10傑 | 男子5区 日本人区間歴代10傑 | 男子5区 日本人区間歴代10傑 | 男子5区 日本人区間歴代10傑 | 男子5区 日本人区間歴代10傑 |
|                            | タイム                     | 氏名                       | 都道府県・所属             | 学年                       | 開催年・区間順位           |
| -------------------------- | -------------------------- | -------------------------- | -------------------------- | -------------------------- | -------------------------- |
| 1                          | 8分14秒                    | 佐々木哲                   | 長野・佐久長聖             | 2年                        | 2023年・区間賞             |
| 2                          | 8分22秒                    | 浅井利雄                   | 新潟・小出                 | 3年                        | 1972年・区間賞             |
| 3                          | 8分24秒                    | 藤井翼                     | 長野・佐久長聖             | 3年                        | 2008年・区間賞             |
| 4                          | 8分26秒                    | 田村優宝                   | 青森・青森山田             | 2年                        | 2008年・区間2位            |
| 5                          | 8分28秒                    | 塚田虎翼                   | 福岡・大牟田               | 3年                        | 2024年・区間賞             |
| 6                          | 8分29秒                    | 山田進                     | 山口・鴻城                 | 3年                        | 1961年・区間賞             |
| 7                          | 8分32秒                    | 酒井崇史                   | 長野・佐久長聖             | 2年                        | 2024年・区間2位            |
| 8                          | 8分34秒                    | 榎木凜太朗                 | 宮崎・小林                 | 3年                        | 2023年・区間2位            |
| 9                          | 8分36秒                    | 藤原賢治                   | 兵庫・報徳学園             | 3年                        | 1989年・区間賞             |
| 9                          | 8分36秒                    | 小島忠幸                   | 兵庫・西脇工業             | 1年                        | 1992年・区間賞             |
| 9                          | 8分36秒                    | 大塚稜介                   | 福島・学法石川             | 3年                        | 2018年・区間賞             |
| 9                          | 8分36秒                    | 上仮屋雄太                 | 兵庫・須磨学園             | 2年                        | 2019年・区間賞             |

### 6区（5.0km） 烏丸紫明⇒北野中前
烏丸紫明→（烏丸通）→（紫明通）→（堀川通）→（北大路通）→（西大路通）→第6中継所（北野中学前）
- おおむね女子の3区と4区を合わせた区間。中間点手前までは上り坂が続き、それ以降は中継所まで下り坂が続く。最後の7区へ向けて後続に対してどれだけの差を開くことが出来るかがポイント。

| 男子6区 区間歴代10傑 | 男子6区 区間歴代10傑 | 男子6区 区間歴代10傑 | 男子6区 区間歴代10傑 | 男子6区 区間歴代10傑 | 男子6区 区間歴代10傑 |
|                      | タイム               | 氏名                 | 都道府県・所属       | 学年                 | 開催年・区間順位     |
| -------------------- | -------------------- | -------------------- | -------------------- | -------------------- | -------------------- |
| 1                    | 14分06秒             | ムチリ・ディラング   | 宮城・仙台育英       | 2年                  | 2019年・区間賞       |
| 2                    | 14分08秒             | 城戸洸輝             | 宮崎・宮崎日大       | 3年                  | 2019年・区間2位      |
| 3                    | 14分14秒             | 佐々木寛文           | 長野・佐久長聖       | 3年                  | 2008年・区間賞       |
| 4                    | 14分16秒             | 木庭啓               | 兵庫・西脇工業       | 2年                  | 1993年・区間賞       |
| 4                    | 14分16秒             | 吉岡斗真             | 長野・佐久長聖       | 3年                  | 2023年・区間賞       |
| 6                    | 14分20秒             | 佐々木健太           | 長野・佐久長聖       | 2年                  | 2007年・区間賞       |
| 6                    | 14分20秒             | 鈴木芽吹             | 長野・佐久長聖       | 1年                  | 2017年・区間賞       |
| 6                    | 14分20秒             | 岸端悠友             | 長野・佐久長聖       | 3年                  | 2024年・区間賞       |
| 6                    | 14分20秒             | 森本守勇             | 福岡・大牟田         | 3年                  | 2024年・区間賞       |
| 10                   | 14分21秒             | 岡田展彦             | 兵庫・西脇工業       | 2年                  | 1994年・区間賞       |
| 10                   | 14分21秒             | 宮内斗輝             | 長野・佐久長聖       | 3年                  | 2018年・区間賞       |
| 10                   | 14分21秒             | 木村暁仁             | 長野・佐久長聖_      | 3年                  | 2019年・区間3位      |

### 7区（5.0km） 北野中前⇒西京極
北野中学前→（西大路通）→（五条通）→西京極陸上競技場
- 女子の5区とまったく同じ区間。

| 男子7区 区間歴代10傑 | 男子7区 区間歴代10傑 | 男子7区 区間歴代10傑 | 男子7区 区間歴代10傑 | 男子7区 区間歴代10傑 | 男子7区 区間歴代10傑 |
|                      | タイム               | 氏名                 | 都道府県・所属       | 学年                 | 開催年・区間順位     |
| -------------------- | -------------------- | -------------------- | -------------------- | -------------------- | -------------------- |
| 1                    | 13分58秒             | 森口祐介             | 兵庫・西脇工業       | 2年                  | 1998年・区間賞       |
| 1                    | 13分58秒             | 山田修人             | 岡山・倉敷           | 2年                  | 2020年・区間賞       |
| 3                    | 14分02秒             | 白井勇佑             | 宮城・仙台育英       | 3年                  | 2020年・区間2位      |
| 4                    | 14分04秒             | 佐藤清治             | 長野・佐久長聖       | 3年                  | 1999年・区間賞       |
| 5                    | 14分05秒             | 石川浩輝             | 長野・佐久長聖       | 3年                  | 2024年・区間賞       |
| 6                    | 14分06秒             | 村上孝一             | 福岡・大牟田         | 3年                  | 2001年・区間賞       |
| 7                    | 14分08秒             | 小牧波亜斗           | 京都・洛南           | 2年                  | 2019年・区間賞       |
| 8                    | 14分10秒             | 田上貴之             | 佐賀・白石           | 3年                  | 2002年・区間賞       |
| 9                    | 14分11秒             | 大迫傑               | 長野・佐久長聖       | 2年                  | 2008年・区間賞       |
| 10                   | 14分13秒             | 一色恭志             | 宮城・仙台育英       | 2年                  | 2011年・区間賞       |
| 10                   | 14分13秒             | 田中愛睦             | 千葉・八千代松陰     | 3年                  | 2022年・区間賞       |

## 優勝校
| 開催日         | 男子 | 男子 | 男子                   | 男子          | 男子           | 女子                         | 女子                         | 女子                         | 女子                         | 女子                         |
| 開催日         | 回数 | 校数 | 優勝校（都道府県）     | 優勝回数      | タイム         | 回数                         | 校数                         | 優勝校（都道府県）           | 優勝回数                     | タイム                       |
| -------------- | ---- | ---- | ---------------------- | ------------- | -------------- | ---------------------------- | ---------------------------- | ---------------------------- | ---------------------------- | ---------------------------- |
| 1950年12月27日 | 1    | 451  | 世羅（広島）           | 初優勝        | 1時間46分57秒2 | （女子の部は1989年から実施） | （女子の部は1989年から実施） | （女子の部は1989年から実施） | （女子の部は1989年から実施） | （女子の部は1989年から実施） |
| 1951年12月26日 | 2    | 46   | 世羅（広島）           | 2年連続2回目  | 1時間44分31秒2 | （女子の部は1989年から実施） | （女子の部は1989年から実施） | （女子の部は1989年から実施） | （女子の部は1989年から実施） | （女子の部は1989年から実施） |
| 1952年12月26日 | 3    | 46   | 玉名（熊本）           | 初優勝        | 2時間18分42秒  | （女子の部は1989年から実施） | （女子の部は1989年から実施） | （女子の部は1989年から実施） | （女子の部は1989年から実施） | （女子の部は1989年から実施） |
| 1953年12月27日 | 4    | 46   | 筑紫野（福岡）         | 初優勝        | 2時間15分37秒  | （女子の部は1989年から実施） | （女子の部は1989年から実施） | （女子の部は1989年から実施） | （女子の部は1989年から実施） | （女子の部は1989年から実施） |
| 1954年12月26日 | 5    | 46   | 筑紫野（福岡）         | 2年連続2回目  | 2時間18分40秒  | （女子の部は1989年から実施） | （女子の部は1989年から実施） | （女子の部は1989年から実施） | （女子の部は1989年から実施） | （女子の部は1989年から実施） |
| 1955年12月25日 | 6    | 46   | 飾磨工（兵庫）         | 初優勝        | 2時間17分52秒  | （女子の部は1989年から実施） | （女子の部は1989年から実施） | （女子の部は1989年から実施） | （女子の部は1989年から実施） | （女子の部は1989年から実施） |
| 1956年12月23日 | 7    | 46   | 常磐（福岡）           | 初優勝        | 2時間16分57秒  | （女子の部は1989年から実施） | （女子の部は1989年から実施） | （女子の部は1989年から実施） | （女子の部は1989年から実施） | （女子の部は1989年から実施） |
| 1957年12月22日 | 8    | 46   | 小林（宮崎）           | 初優勝        | 2時間14分10秒  | （女子の部は1989年から実施） | （女子の部は1989年から実施） | （女子の部は1989年から実施） | （女子の部は1989年から実施） | （女子の部は1989年から実施） |
| 1958年12月28日 | 9    | 473  | 常磐（福岡）           | 2年ぶり2回目  | 2時間14分07秒  | （女子の部は1989年から実施） | （女子の部は1989年から実施） | （女子の部は1989年から実施） | （女子の部は1989年から実施） | （女子の部は1989年から実施） |
| 1959年12月27日 | 10   | 61   | 西条農（中国・広島）   | 初優勝        | 2時間14分27秒  | （女子の部は1989年から実施） | （女子の部は1989年から実施） | （女子の部は1989年から実施） | （女子の部は1989年から実施） | （女子の部は1989年から実施） |
| 1960年12月25日 | 11   | 46   | 小林（宮崎）           | 3年ぶり2回目  | 2時間13分17秒  | （女子の部は1989年から実施） | （女子の部は1989年から実施） | （女子の部は1989年から実施） | （女子の部は1989年から実施） | （女子の部は1989年から実施） |
| 1961年12月24日 | 12   | 46   | 小林（宮崎）           | 2年連続3回目  | 2時間13分40秒  | （女子の部は1989年から実施） | （女子の部は1989年から実施） | （女子の部は1989年から実施） | （女子の部は1989年から実施） | （女子の部は1989年から実施） |
| 1962年12月23日 | 13   | 46   | 福岡大大濠（福岡）     | 初優勝        | 2時間13分57秒  | （女子の部は1989年から実施） | （女子の部は1989年から実施） | （女子の部は1989年から実施） | （女子の部は1989年から実施） | （女子の部は1989年から実施） |
| 1963年12月22日 | 14   | 46   | 中京商（愛知）         | 初優勝        | 2時間12分46秒  | （女子の部は1989年から実施） | （女子の部は1989年から実施） | （女子の部は1989年から実施） | （女子の部は1989年から実施） | （女子の部は1989年から実施） |
| 1964年12月27日 | 15   | 57   | 盈進（広島）           | 初優勝        | 2時間10分10秒  | （女子の部は1989年から実施） | （女子の部は1989年から実施） | （女子の部は1989年から実施） | （女子の部は1989年から実施） | （女子の部は1989年から実施） |
| 1965年12月26日 | 16   | 57   | 福岡大大濠（福岡）     | 3年ぶり2回目  | 2時間10分45秒  | （女子の部は1989年から実施） | （女子の部は1989年から実施） | （女子の部は1989年から実施） | （女子の部は1989年から実施） | （女子の部は1989年から実施） |
| 1966年12月25日 | 17   | 46   | 中京商（愛知）         | 3年ぶり2回目  | 2時間09分28秒  | （女子の部は1989年から実施） | （女子の部は1989年から実施） | （女子の部は1989年から実施） | （女子の部は1989年から実施） | （女子の部は1989年から実施） |
| 1967年12月24日 | 18   | 473  | 中京（愛知）           | 2年連続3回目  | 2時間11分09秒  | （女子の部は1989年から実施） | （女子の部は1989年から実施） | （女子の部は1989年から実施） | （女子の部は1989年から実施） | （女子の部は1989年から実施） |
| 1968年12月29日 | 19   | 46   | 小林（宮崎）           | 7年ぶり4回目  | 2時間11分00秒  | （女子の部は1989年から実施） | （女子の部は1989年から実施） | （女子の部は1989年から実施） | （女子の部は1989年から実施） | （女子の部は1989年から実施） |
| 1969年12月28日 | 20   | 57   | 福岡大大濠（福岡）     | 4年ぶり3回目  | 2時間10分08秒  | （女子の部は1989年から実施） | （女子の部は1989年から実施） | （女子の部は1989年から実施） | （女子の部は1989年から実施） | （女子の部は1989年から実施） |
| 1970年12月27日 | 21   | 46   | 相原（神奈川）         | 初優勝        | 2時間11分36秒  | （女子の部は1989年から実施） | （女子の部は1989年から実施） | （女子の部は1989年から実施） | （女子の部は1989年から実施） | （女子の部は1989年から実施） |
| 1971年12月26日 | 22   | 46   | 中津商（大分）         | 初優勝        | 2時間11分47秒  | （女子の部は1989年から実施） | （女子の部は1989年から実施） | （女子の部は1989年から実施） | （女子の部は1989年から実施） | （女子の部は1989年から実施） |
| 1972年12月24日 | 23   | 473  | 世羅（広島）           | 21年ぶり3回目 | 2時間12分59秒  | （女子の部は1989年から実施） | （女子の部は1989年から実施） | （女子の部は1989年から実施） | （女子の部は1989年から実施） | （女子の部は1989年から実施） |
| 1973年12月23日 | 24   | 473  | 小林（宮崎）           | 5年ぶり5回目  | 2時間11分56秒  | （女子の部は1989年から実施） | （女子の部は1989年から実施） | （女子の部は1989年から実施） | （女子の部は1989年から実施） | （女子の部は1989年から実施） |
| 1974年12月22日 | 25   | 47   | 世羅（広島）           | 2年ぶり4回目  | 2時間08分40秒4 | （女子の部は1989年から実施） | （女子の部は1989年から実施） | （女子の部は1989年から実施） | （女子の部は1989年から実施） | （女子の部は1989年から実施） |
| 1975年12月21日 | 26   | 483  | 大牟田（福岡）         | 初優勝        | 2時間09分11秒  | （女子の部は1989年から実施） | （女子の部は1989年から実施） | （女子の部は1989年から実施） | （女子の部は1989年から実施） | （女子の部は1989年から実施） |
| 1976年12月26日 | 27   | 483  | 大牟田（福岡）         | 2年連続2回目  | 2時間09分57秒  | （女子の部は1989年から実施） | （女子の部は1989年から実施） | （女子の部は1989年から実施） | （女子の部は1989年から実施） | （女子の部は1989年から実施） |
| 1977年12月25日 | 28   | 47   | 小林（宮崎）           | 4年ぶり6回目  | 2時間10分43秒  | （女子の部は1989年から実施） | （女子の部は1989年から実施） | （女子の部は1989年から実施） | （女子の部は1989年から実施） | （女子の部は1989年から実施） |
| 1978年12月24日 | 29   | 47   | 小林（宮崎）           | 2年連続7回目  | 2時間10分57秒  | （女子の部は1989年から実施） | （女子の部は1989年から実施） | （女子の部は1989年から実施） | （女子の部は1989年から実施） | （女子の部は1989年から実施） |
| 1979年12月23日 | 30   | 565  | 中京商（岐阜）         | 初優勝        | 2時間10分55秒  | （女子の部は1989年から実施） | （女子の部は1989年から実施） | （女子の部は1989年から実施） | （女子の部は1989年から実施） | （女子の部は1989年から実施） |
| 1980年12月21日 | 31   | 47   | 中京商（岐阜）         | 2年連続2回目  | 2時間10分07秒  | （女子の部は1989年から実施） | （女子の部は1989年から実施） | （女子の部は1989年から実施） | （女子の部は1989年から実施） | （女子の部は1989年から実施） |
| 1981年12月20日 | 32   | 47   | 報徳学園（兵庫）       | 初優勝        | 2時間10分23秒  | （女子の部は1989年から実施） | （女子の部は1989年から実施） | （女子の部は1989年から実施） | （女子の部は1989年から実施） | （女子の部は1989年から実施） |
| 1982年12月26日 | 33   | 47   | 西脇工（兵庫）         | 初優勝        | 2時間08分46秒  | （女子の部は1989年から実施） | （女子の部は1989年から実施） | （女子の部は1989年から実施） | （女子の部は1989年から実施） | （女子の部は1989年から実施） |
| 1983年12月25日 | 34   | 47   | 報徳学園（兵庫）       | 2年ぶり2回目  | 2時間07分04秒  | （女子の部は1989年から実施） | （女子の部は1989年から実施） | （女子の部は1989年から実施） | （女子の部は1989年から実施） | （女子の部は1989年から実施） |
| 1984年12月23日 | 35   | 58   | 報徳学園（兵庫）       | 2年連続3回目  | 2時間08分05秒  | （女子の部は1989年から実施） | （女子の部は1989年から実施） | （女子の部は1989年から実施） | （女子の部は1989年から実施） | （女子の部は1989年から実施） |
| 1985年12月22日 | 36   | 47   | 報徳学園（兵庫）       | 3年連続4回目  | 2時間06分43秒  | （女子の部は1989年から実施） | （女子の部は1989年から実施） | （女子の部は1989年から実施） | （女子の部は1989年から実施） | （女子の部は1989年から実施） |
| 1986年12月21日 | 37   | 47   | 市立船橋（千葉）       | 初優勝        | 2時間06分30秒  | （女子の部は1989年から実施） | （女子の部は1989年から実施） | （女子の部は1989年から実施） | （女子の部は1989年から実施） | （女子の部は1989年から実施） |
| 1987年12月20日 | 38   | 47   | 埼玉栄（埼玉）         | 初優勝        | 2時間05分57秒  | （女子の部は1989年から実施） | （女子の部は1989年から実施） | （女子の部は1989年から実施） | （女子の部は1989年から実施） | （女子の部は1989年から実施） |
| 1988年12月25日 | 39   | 47   | 大牟田（福岡）         | 12年ぶり3回目 | 2時間05分53秒  | （女子の部は1989年から実施） | （女子の部は1989年から実施） | （女子の部は1989年から実施） | （女子の部は1989年から実施） | （女子の部は1989年から実施） |
| 1989年12月24日 | 40   | 58   | 報徳学園（近畿・兵庫） | 4年ぶり5回目  | 2時間04分49秒  | 1                            | 47                           | 市立船橋（千葉）             | 初優勝                       | 1時間09分48秒                |
| 1990年12月23日 | 41   | 47   | 西脇工（兵庫）         | 8年ぶり2回目  | 2時間05分44秒  | 2                            | 47                           | 群馬女子短大付（群馬）       | 初優勝                       | 1時間08分51秒                |
| 1991年12月22日 | 42   | 47   | 大牟田（福岡）         | 3年ぶり4回目  | 2時間06分47秒  | 3                            | 47                           | 筑紫女学園（福岡）           | 初優勝                       | 1時間08分28秒                |
| 1992年12月20日 | 43   | 47   | 西脇工（兵庫）         | 2年ぶり3回目  | 2時間05分12秒  | 4                            | 47                           | 市立船橋（千葉）             | 3年ぶり2回目                 | 1時間08分26秒                |
| 1993年12月26日 | 44   | 47   | 仙台育英（宮城）       | 初優勝        | 2時間05分25秒  | 5                            | 58                           | 仙台育英（宮城）             | 初優勝                       | 1時間07分32秒                |
| 1994年12月25日 | 45   | 58   | 西脇工（近畿・兵庫）   | 2年ぶり4回目  | 2時間03分21秒  | 6                            | 47                           | 仙台育英（宮城）             | 2年連続2回目                 | 1時間07分54秒                |
| 1995年12月24日 | 46   | 47   | 西脇工（兵庫）         | 2年連続5回目  | 2時間05分20秒  | 7                            | 47                           | 埼玉栄（埼玉）               | 初優勝                       | 1時間08分13秒                |
| 1996年12月22日 | 47   | 47   | 報徳学園（兵庫）       | 7年ぶり6回目  | 2時間05分08秒  | 8                            | 47                           | 埼玉栄（埼玉）               | 2年連続2回目                 | 1時間06分26秒                |
| 1997年12月21日 | 48   | 47   | 西脇工（兵庫）         | 2年ぶり6回目  | 2時間03分18秒  | 9                            | 47                           | 埼玉栄（埼玉）               | 3年連続3回目                 | 1時間07分00秒                |
| 1998年12月20日 | 49   | 47   | 西脇工（兵庫）         | 2年連続7回目  | 2時間03分32秒  | 10                           | 58                           | 田村（福島）                 | 初優勝                       | 1時間07分56秒                |
| 1999年12月26日 | 50   | 58   | 仙台育英（宮城）       | 6年ぶり2回目  | 2時間05分04秒  | 11                           | 47                           | 筑紫女学園（福岡）           | 8年ぶり2回目                 | 1時間07分59秒                |
| 2000年12月24日 | 51   | 47   | 大牟田（福岡）         | 9年ぶり5回目  | 2時間04分48秒  | 12                           | 47                           | 立命館宇治（京都）           | 初優勝                       | 1時間08分05秒                |
| 2001年12月23日 | 52   | 47   | 仙台育英（宮城）       | 2年ぶり3回目  | 2時間03分46秒  | 13                           | 47                           | 諫早（長崎）                 | 初優勝                       | 1時間08分10秒                |
| 2002年12月22日 | 53   | 47   | 西脇工（兵庫）         | 4年ぶり8回目  | 2時間04分03秒  | 14                           | 47                           | 筑紫女学園（福岡）           | 3年ぶり3回目                 | 1時間08分24秒                |
| 2003年12月21日 | 54   | 47   | 仙台育英（宮城）       | 2年ぶり4回目  | 2時間02分07秒  | 15                           | 58                           | 須磨学園（兵庫）             | 初優勝                       | 1時間07分46秒                |
| 2004年12月26日 | 55   | 58   | 仙台育英（宮城）       | 2年連続5回目  | 2時間01分32秒  | 16                           | 47                           | 諫早（長崎）                 | 3年ぶり2回目                 | 1時間07分33秒                |
| 2005年12月25日 | 56   | 47   | 仙台育英（宮城）       | 3年連続6回目  | 2時間05分04秒  | 17                           | 47                           | 興譲館（岡山）               | 初優勝                       | 1時間06分54秒                |
| 2006年12月24日 | 57   | 47   | 世羅（広島）           | 32年ぶり5回目 | 2時間03分18秒  | 18                           | 47                           | 須磨学園（兵庫）             | 3年ぶり2回目                 | 1時間07分34秒                |
| 2007年12月23日 | 58   | 47   | 仙台育英（宮城）       | 2年ぶり7回目  | 2時間03分55秒  | 19                           | 47                           | 立命館宇治（京都）           | 7年ぶり2回目                 | 1時間07分06秒                |
| 2008年12月21日 | 59   | 47   | 佐久長聖（長野）       | 初優勝        | 2時間02分18秒  | 20                           | 58                           | 豊川（愛知）                 | 初優勝                       | 1時間07分37秒                |
| 2009年12月20日 | 60   | 58   | 世羅（広島）           | 3年ぶり6回目  | 2時間04分09秒  | 21                           | 47                           | 豊川（愛知）                 | 2年連続2回目                 | 1時間08分27秒                |
| 2010年12月26日 | 61   | 47   | 鹿児島実（鹿児島）     | 初優勝        | 2時間03分59秒  | 22                           | 47                           | 興譲館（岡山）               | 5年ぶり2回目                 | 1時間07分50秒                |
| 2011年12月25日 | 62   | 47   | 世羅（広島）           | 2年ぶり7回目  | 2時間03分50秒  | 23                           | 47                           | 豊川（愛知）                 | 2年ぶり3回目                 | 1時間07分29秒                |
| 2012年12月23日 | 63   | 47   | 豊川（愛知）           | 初優勝        | 2時間02分55秒  | 24                           | 47                           | 立命館宇治（京都）           | 5年ぶり3回目                 | 1時間07分22秒                |
| 2013年12月22日 | 64   | 47   | 山梨学院大附（山梨）   | 初優勝        | 2時間03分53秒  | 25                           | 58                           | 豊川（愛知）                 | 2年ぶり4回目                 | 1時間06分54秒                |
| 2014年12月21日 | 65   | 58   | 世羅（広島）           | 3年ぶり8回目  | 2時間02分39秒  | 26                           | 47                           | 大阪薫英女学院（大阪）       | 初優勝                       | 1時間07分26秒                |
| 2015年12月20日 | 66   | 59   | 世羅（広島）           | 2年連続9回目  | 2時間01分18秒  | 27                           | 59                           | 世羅（広島）                 | 初優勝                       | 1時間07分37秒                |
| 2016年12月25日 | 67   | 47   | 倉敷（岡山）           | 初優勝        | 2時間02分34秒  | 28                           | 47                           | 大阪薫英女学院（大阪）       | 2年ぶり2回目                 | 1時間07分24秒                |
| 2017年12月24日 | 68   | 47   | 佐久長聖（長野）       | 9年ぶり2回目  | 2時間02分44秒  | 29                           | 47                           | 仙台育英（宮城）             | 23年ぶり3回目                | 1時間06分35秒                |
| 2018年12月23日 | 69   | 47   | 倉敷（岡山）           | 2年ぶり2回目  | 2時間02分09秒  | 30                           | 58                           | 神村学園（鹿児島）           | 初優勝                       | 1時間07分25秒                |
| 2019年12月22日 | 70   | 58   | 仙台育英（宮城）       | 12年ぶり8回目 | 2時間01分32秒  | 31                           | 47                           | 仙台育英（宮城）             | 2年ぶり4回目                 | 1時間07分00秒                |
| 2020年12月20日 | 71   | 47   | 世羅（広島）           | 5年ぶり10回目 | 2時間01分31秒  | 32                           | 47                           | 世羅（広島）                 | 5年ぶり2回目                 | 1時間07分13秒                |
| 2021年12月26日 | 72   | 47   | 世羅（広島）           | 2年連続11回目 | 2時間01分21秒  | 33                           | 47                           | 仙台育英（宮城）             | 2年ぶり5回目                 | 1時間07分16秒                |
| 2022年12月25日 | 73   | 47   | 倉敷（岡山）           | 4年ぶり3回目  | 2時間01分10秒  | 34                           | 47                           | 長野東（長野）               | 初優勝                       | 1時間07分37秒                |
| 2023年12月24日 | 74   | 47   | 佐久長聖（長野）       | 6年ぶり3回目  | 2時間01分00秒  | 35                           | 58                           | 神村学園（鹿児島）           | 5年ぶり2回目                 | 1時間07分28秒                |
| 2024年12月22日 | 75   | 58   | 佐久長聖（長野）       | 2年連続4回目  | 2時間01分33秒  | 36                           | 58                           | 長野東（長野）               | 2年ぶり2回目                 | 1時間07分27秒                |

- ^1 山梨県が不参加（沖縄県は以降第24回まで正式参加していない）
- ^2 6区間32km
- ^3 オープン参加（沖縄もしくは韓国の学校）を含む
- ^4 1区で競技役員の不手際があり競技場を1周（400m）少なく走ったため参考記録扱い[31]
- ^5 北海道が不参加（道代表・地区代表とも）
- 赤太字は大会記録。

## 優勝回数

### 男子・高校別
| 高校名     | 回数 | 優勝年度                                               |
| ---------- | ---- | ------------------------------------------------------ |
| 世羅       | 11   | 1950,1951,1972,1974,2006,2009,2011,2014,2015,2020,2021 |
| 西脇工     | 8    | 1982,1990,1992,1994,1995,1997,1998,2002                |
| 仙台育英   | 8    | 1993,1999,2001,2003,2004,2005,2007,2019                |
| 小林       | 7    | 1957,1960,1961,1968,1973,1977,1978                     |
| 報徳学園   | 6    | 1981,1983,1984,1985,1989,1996                          |
| 大牟田     | 5    | 1975,1976,1988,1991,2000                               |
| 佐久長聖   | 4    | 2008,2017,2023,2024                                    |
| 福岡大大濠 | 3    | 1962,1965,1969                                         |
| 中京大中京 | 3    | 1963,1966,1967                                         |
| 倉敷       | 3    | 2016,2018,2022                                         |
| 福岡農     | 2    | 1953,1954                                              |
| 常磐       | 2    | 1956,1958                                              |
| 中京       | 2    | 1979,1980                                              |
| 玉名       | 1    | 1952                                                   |
| 飾磨工     | 1    | 1955                                                   |
| 西条農     | 1    | 1959                                                   |
| 盈進       | 1    | 1964                                                   |
| 相原       | 1    | 1970                                                   |
| 中津東     | 1    | 1971                                                   |
| 市立船橋   | 1    | 1986                                                   |
| 埼玉栄     | 1    | 1987                                                   |
| 鹿児島実   | 1    | 2010                                                   |
| 豊川       | 1    | 2012                                                   |
| 山梨学院   | 1    | 2013                                                   |

- 高校名は現在の校名で統一

### 男子・都道府県別
| 都道府県名 | 回数 | 校数 |
| ---------- | ---- | ---- |
| 兵庫       | 15   | 3    |
| 広島       | 13   | 3    |
| 福岡       | 12   | 4    |
| 宮城       | 8    | 1    |
| 宮崎       | 7    | 1    |
| 愛知       | 4    | 2    |
| 長野       | 4    | 1    |
| 岡山       | 3    | 1    |
| 岐阜       | 2    | 1    |
| 熊本       | 1    | 1    |
| 神奈川     | 1    | 1    |
| 大分       | 1    | 1    |
| 千葉       | 1    | 1    |
| 埼玉       | 1    | 1    |
| 鹿児島     | 1    | 1    |
| 山梨       | 1    | 1    |

### 女子・高校別
| 高校名         | 回数 | 優勝年度                 |
| -------------- | ---- | ------------------------ |
| 仙台育英       | 5    | 1993,1994,2017,2019,2021 |
| 豊川           | 4    | 2008,2009,2011,2013      |
| 筑紫女学園     | 3    | 1991,1999,2002           |
| 埼玉栄         | 3    | 1995,1996,1997           |
| 立命館宇治     | 3    | 2000,2007,2012           |
| 市立船橋       | 2    | 1989,1992                |
| 諫早           | 2    | 2001,2004                |
| 須磨学園       | 2    | 2003,2006                |
| 興譲館         | 2    | 2005,2010                |
| 大阪薫英女学院 | 2    | 2014,2016                |
| 世羅           | 2    | 2015,2020                |
| 神村学園       | 2    | 2018,2023                |
| 長野東         | 2    | 2022,2024                |
| 健大高崎       | 1    | 1990                     |
| 田村           | 1    | 1998                     |

- 高校名は現在の校名で統一

### 女子・都道府県別
| 都道府県名 | 回数 | 校数 |
| ---------- | ---- | ---- |
| 宮城       | 5    | 1    |
| 愛知       | 4    | 1    |
| 福岡       | 3    | 1    |
| 埼玉       | 3    | 1    |
| 京都       | 3    | 1    |
| 千葉       | 2    | 1    |
| 長崎       | 2    | 1    |
| 兵庫       | 2    | 1    |
| 岡山       | 2    | 1    |
| 大阪       | 2    | 1    |
| 広島       | 2    | 1    |
| 鹿児島     | 2    | 1    |
| 長野       | 2    | 1    |
| 群馬       | 1    | 1    |
| 福島       | 1    | 1    |

### 男女同時優勝
- 1993年：仙台育英（男女ともに初優勝）
- 2015年：世羅
- 2019年：仙台育英
- 2020年：世羅

### 男女同都道府県優勝
- 1991年：福岡（男子：大牟田、女子：筑紫女学園）
- 1993年：宮城（男女ともに仙台育英）
- 2015年：広島（男女ともに世羅）
- 2019年：宮城（男女ともに仙台育英）
- 2020年：広島（男女ともに世羅）
- 2024年：長野（男子：佐久長聖、女子：長野東）

## 中継放送
NHKが中継放送している。原則として大阪放送局のアナウンサー（2017年度の例として、太田雅英（女子、テレビ）、鏡和臣（名古屋局より派遣、同、ラジオ）、豊原謙二郎（男子、テレビ）、酒井博司（同、ラジオ））が実況を担当する。

解説は全国都道府県駅伝大会と同様に金哲彦、宗茂、その後は尾方剛らが並行して務めた時期が長く、本大会経験者で指導者となっている人物が多い。
テレビ中継では、首位のランナーの到着時に、タイム表示のテロップで計時協力企業のロゴ（2021年の時点ではシチズン時計）を表示することがあるが、放送法の「宣伝・広告の禁止」への抵触扱いとはなっていない。
テレビ
- 1979年（昭和54年）の第30回大会より全コースの中継放送実施[32]。

総合テレビ
- 女子 10:05-11:54　男子 12:15-(14:50 不定)

ラジオ
- 1950年（昭和25年）の第1回から中継を行っている[33][注 11]。

ラジオ第1放送
- 女子 10:05-11:54　男子 12:15-(15:00 不定)